# Rampa da Covilhã
A Rampa da Covilhã também conhecida por Rampa da Serra da Estrela é um prova desportiva automóvel, organizada pelo CAMI (Clube Aventura do Minho), na Covilhã, Portugal.
Desde a primeira edição em 1976 a prova já teve várias versões do traçado, com diferentes distâncias, assim como vários tipos de asfalto. O piloto italiano Simone Faggioli (em Osella FA 30), em 2009 fixou o recorde da subida em 2m 28,839s (a uma velocidade média de 121.178 Km/h), no traçado de 5010m.
A maioria das suas edições estiveram integradas no calendário internacional da FIA.
Em 2018, foram adicionados mais umas dezenas de metros ao traçado perfazendo 5240m.

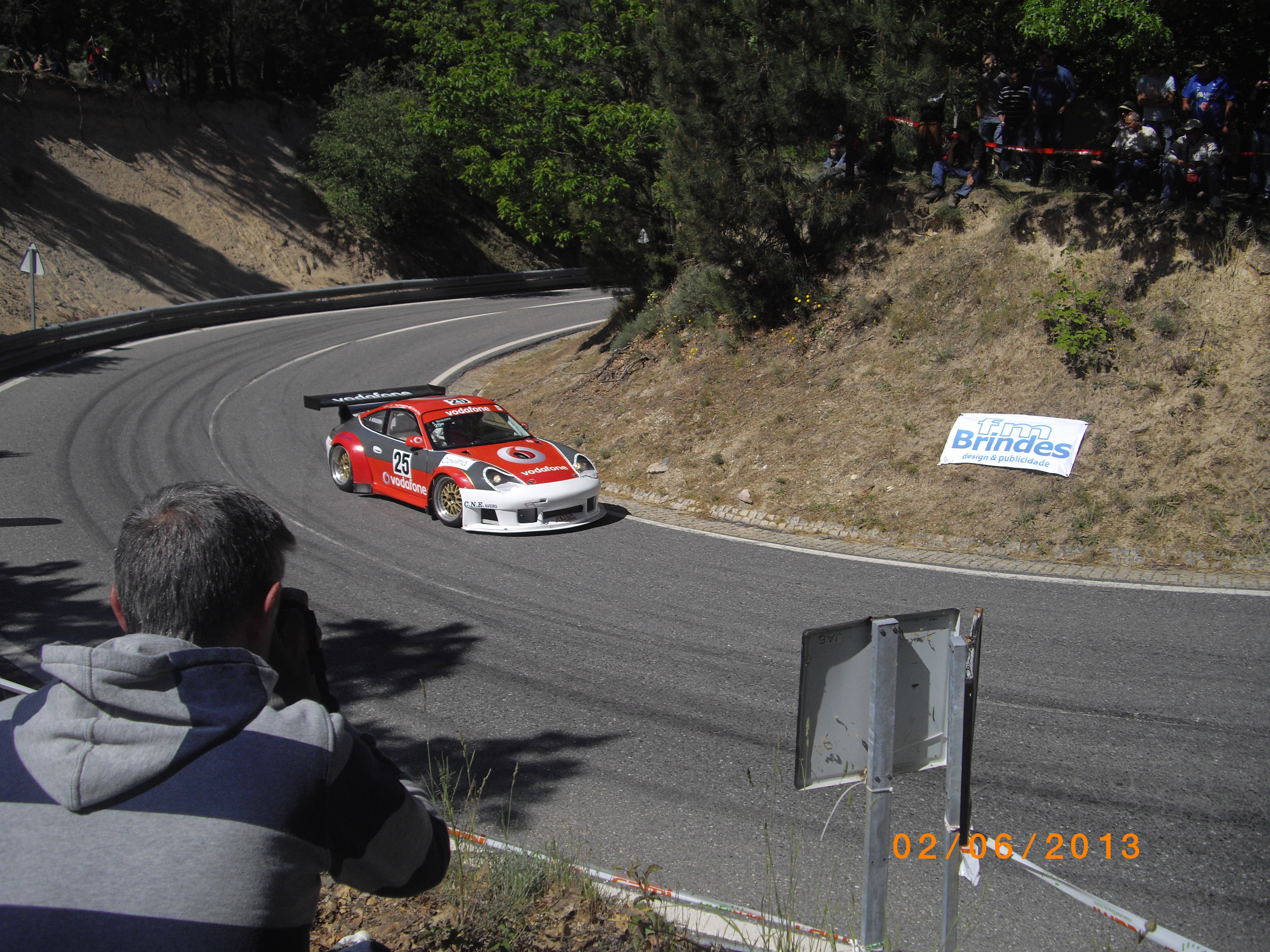
Rampa da Covilhã (Rosa Negra)

## Palmarés
style="background:#D0E7FF

| Edição | Ano  | Piloto                   | Carro                | Tempo      |
| ------ | ---- | ------------------------ | -------------------- | ---------- |
| 1ª     | 1976 | Mauro Nesti              | Lola Chevron         | 6m 17,28s  |
| 2ª     | 1977 | Mauro Nesti              | Lola T294            | 6m 05,77s  |
| 3ª     | 1978 | Jean Marie Almeras       | Porsche 935 T        | 6m 26,90s  |
| 4ª     | 1979 | Mauro Nesti              | Lola T297            | 7m 03,87s  |
| 5ª     | 1980 | Michel Pignard           | Toj BMW              | 5m 56,63s  |
| 6ª     | 1981 | Jean Louis Bos           | Lola                 | 6m 05,77s  |
| 7ª     | 1983 | Mauro Nesti              | Osella BMW           | n.a.       |
| 8ª     | 1999 | Pedro Matos Chaves       | Toyota Corolla WRC   | 4m 54,089s |
| 9ª     | 2000 | Carlos Rodrigues         | Porsche 911 RSR      | 4m 31,483s |
| 10ª    | 2001 | Manuel Ferreira da Silva | Ford Escort Cosworth | 6m 24,706s |
| 11ª    | 2002 | Franz Tschager           | Osella PA 20S        | 5m 11,195s |
| 12ª    | 2003 | Simone Faggioli          | Osella BMW           | 5m 10,725s |
| 13ª    | 2004 | Andrea de Blagi          | Osella PA 21S        | 5m 17,953s |
| 14ª    | 2005 | Simone Faggioli          | Osella PA 21S        | 5m 12,768s |
| 15ª    | 2006 | Giulio Regosa            | Lola F3000           | 5m 17,586s |
| 16ª    | 2007 | Andrés Vilariño          | Reynard F3000 E2     | 5m 29,082s |
| 17ª    | 2008 | Lionel Régal             | Reynard Oil          | 5m 00,635s |
| 18ª    | 2009 | Simone Faggioli          | Osella FA 30         | 4m 59,731s |
| 19ª    | 2010 | Simone Faggioli          | Osella FA 30         | 5m 18,144s |
| 20ª    | 2013 | Tiago Reis               | Norma M20F           | 5m 32,233s |
| 21ª    | 2014 | Pedro Salvador           | Tatuus PY012         | 5m 22.241s |
| 22ª    | 2015 | João Fonseca             | Norma M20FC          | 5m 36.303s |
| 23ª    | 2016 | Pedro Salvador           | Norma M20FC          | 5m 24.132s |
| 24ª    | 2017 | Rui Ramalho              | Osella PA2000 E2     | 5m 12.083s |
| 25ª    | 2018 | Rui Ramalho              | Osella PA2000 E2     | 5m 39.754s |
| 26ª    | 2020 | João Fonseca             | Silvercar EF10       |            |
| 27ª    | 2021 | João Fonseca             | Silvercar EF10       |            |

## Ligações Externas
- Clube Aventura do Minho
- Rampa Serra da Estrela